# Notitiae Episcopatuum
Notitiae Episcopatuum (singular en llatí: Notitia Episcopatuum) és el nom donat als documents oficials que van proporcionar, als territoris de l'Imperi Romà d'Orient, llistes de seus metropolitanes, seus arquebisbals autocèfales i diòcesis sufragànies dividides per província eclesiàstica. Per extensió es fa servir aquest nom per a les llistes que es coneixen d'altres Esglésies orientals posteriors.

## Contingut
A l'Església occidental els bisbes i arquebisbes es classificaven segons l'antiguitat de la seva consagració, mentre que a Àfrica segons la seva edat. En els patriarcats orientals el rang jeràrquic de cada bisbe es determinava segons la seu que ocupava. Així, en el patriarcat de Constantinoble, el primer metropolità no va ser l'ordenat per més temps, sinó qualsevol que va ocupar la seu de Cesarea de Capadòcia. El segon va ser l'arquebisbe d'Efes, i així successivament. A cada província eclesiàstica, per tant, es va determinar el rang de cada bisbe, i es va mantenir sense canvis tret que la llista es modifiqués posteriorment. L'ordre jeràrquic incloïa en primer lloc al patriarca, després als grans metropolitans (és a dir, aquells que tenien diòcesi amb sufragànies), els metropolitans autocèfals, que no tenien sufragànies i estaven directament subjectes al patriarca. Després van venir els arquebisbes que, encara que no diferien dels metropolitans autocèfals, van ocupar rangs jeràrquics més baixos que aquests, i també depenien immediatament del patriarca, després els bisbes ordinaris i finalment els bisbes sufraganis. No se sap per qui es va establir aquest ordre molt antic, però és probable que, inicialment, les seus metropolitanes i els bisbats simples es van classificar segons la data de fundació. L'ordre va ser modificat més tard sobre la base de consideracions polítiques i religioses.
Les llistes també contenen les diòcesis titulars quan se segueix nomenant un bisbe, encara que amb el temps deixi d'existir o perdi la seva importància i minvi, i fins i tot quan la diòcesi va deixar de tenir cobertura territorial. Les llistes es van elaborar completament en idioma grec (excepte en les transcripcions) ja que tenien el caràcter de documents oficials.

## LesNotitiae
Els documents principals, dividits per Església, són:
- Patriarcat de Constantinoble, en ordre cronològic:
  - La  Ecthesis del pseudo-Epifanio , una versió d'una  Notitia Episcopatuum  anterior (probablement compilada pel patriarca Epifani de Constantinoble sota el regnat de l'emperador romà d'Orient Justinià I), escrita durant el regnat d'Heracli ( circa  640);[1]
  - Una  Notitia  que es remunta a principis del segle ix i difereix poc de la versió anterior;
  - La  Notitia de Basili l'Armeni  redactada entre 820 i 842;
  - La  Notitia  compilada per l'emperador Lleó VI el Filòsof i pel patriarca Nicolau I el Místic entre 901 i 907, que va modificar l'ordre jeràrquic establert al segle vii, però que es va veure pertorbat per la incorporació de la província eclesiàstica d'Il·líria i el sud de Itàlia en el patriarcat romà d'Orient;[2]
  - La  Notitia  de Constantí VII ( circa  940). Crida a les fonts també  Nea Taktika , perquè va constituir la primera revisió de la  Notitia  de Lleó VI;[3]
  - La  Notitia  de Joan I Tsimiscés ( circa  980);
  - La  Notitia  de Aleix I Comnè ( circa  1084);
  - La  Notitia  de Nil Doxopatrès (1143);
  - La  Notitia  de Manuel I Comnè ( circa  1170);[4]
  - La  Notitia  de Isaac II Àngel (fins del segle xii);
  - La  Notitia  de Miquel VIII Paleòleg ( circa  1270);
  - La  Notitia  de Andrònic II Paleòleg ( circa  1299);
  - La  Notitia  de Andrònic III Paleòleg ( circa  1330).

La primera edició de les llistes del patriarcat de Constantinoble va ser realitzada per l'investigador alemany Gustav Parthey de 1866, editat per Theodor Mommsen (bilingüe), inclòs l'original grec amb una traducció al llatí. El més citat entre els teòlegs i historiadors són les edicions amb comentaris de l'erudit suís Heinrich Gelzer, qui és un dels primers investigadors de les llistes.
Totes Aquestes Notitiae es van publicar en:
- Gelzer, Ungedruckte und ungenügend veröffentlichte Texte der Notitiae episcopatuum (Mònaco, 1900);
- Gelzer, Georgii Cyprii Descriptio orbis romani (Leipzig, 1890);
- Gelzer, Index lectionum Ienae (Jena, 1892);
- Parthey, Hieroclis Synecdemus  (Berlín, 1866).

Els últims treballs són només còpies més o menys modificades de la Notitia de Lleó VI i, per tant, no representen la situació real, que havia estat profundament modificada per les invasions islàmiques a la regió. Després de la conquesta de Constantinoble pels turcs el 1453 es va escriure una altra Notitia, que descrivia la situació real (Gelzer, Ungedruckte Texte der Notitiae episcopatuum 613-37), i en això es basen gairebé tots els escrits posteriors. El terme Syntagmation és usat avui pels grecs per a aquests documents.
L'edició crítica de tot el corpus de Notitiae Episcopatuum del patriarcat de Constantinoble va ser publicada por Jean Darrouzès el 1981 amb el título: Notitiae episcopatuum Ecclesiae Constantinopolitanae: texte critique, introduction et notes.
- Patriarcat d'Antioquia:
  - Només una Notitia episcopatuum és coneguda pel patriarcat d'Antioquia, la Notitia Antiochena que data de la segona meitat del segle vi i va ser elaborada pel patriarca Anastasi d'Antioquia (qui va governar el patriarcat dues vegades entre 559 i 570 i entre 593 i 598). Va ser publicada el 1884 a Istambul por M. Papadopoulos-Kerameus.[5]

- Altres Esglésies:

- El Patriarcat de Jerusalem no té ninguna Notitia coneguda.
- El Patriarcat d'Alexandria tampoc té una Notitia, tot i que Gelzer ha recopilat documents que poden ajudar a omplir el buit. De Rougé ha publicat un document copte que encara no s'ha estudiat.
- Per l'Església búlgara d'Ocrida la llista de diòcesis subordinades a l'arquebisbat autocèfal en el moment de la seva creació el 1018-1020 està continguda en el diploma de creació per l'emperador Basili II.